# Henrietta, North Carolina
Henrietta är en stad i Rutherford County i delstaten North Carolina, USA.